# Sarat Chandra Das

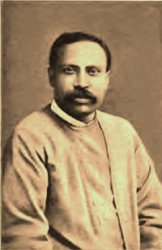
Sarat Chandra Das, 1904

Sarat Chandra Das (Chittagong, 18 juli 1849 - 5 januari 1917) behoorde tot de elite van de zogenaamde hindoe-landmeters, (pundit-surveyors) die in het geheim in opdracht van de regering van Brits-Indië kennis over Tibet verzamelden. Daarnaast heeft hij een grote reeks wetenschappelijke publicaties over het land geschreven.

## Jonge jaren en eerste reis naar Tibet
Sarat Chandra Das was een jonge Bengaalse hoofdonderwijzer aan een kostschool in Darjeeling. Zijn interesse voor Tibet werd gewekt door het lezen van het werk van Clements Robert Markham over de missie in 1774 van George Bogle naar Tibet en diens ontmoetingen met de zesde pänchen lama, Lobsang Pälden Yeshe
Das ontving het boek spoedig na de eerste uitgave daarvan in 1876. Via een Tibetaanse monnik die hem de taal leerde, slaagde hij erin om een uitnodiging te krijgen in het klooster Tashilhunpo te gaan studeren. Vermomd als iemand die een bedevaart in Tibet maakt kwam hij in 1879 daar aan. Hij probeerde vooral aan zijn eigen grote intellectuele nieuwsgierigheid te voldoen. Das had een onderhoud met de achtste pänchen lama, Tenpey Wangchug; een man die Das als kil en onvriendelijk beschreef. Das slaagde er wel in een vriendschappelijke relatie op te bouwen met de Sengchen-lama, de abt van het belangrijkste college van Tashilhunpo, het Tantrische College. Deze abt waaraan Das zijn ware identiteit onthulde, was geïnteresseerd in Europese kennis en wetenschap. Das bemachtigde tijdens zijn verblijf een groot aantal teksten in het Tibetaans en Sanskriet. Die vormden later de basis voor zijn wetenschappelijk werk.

## Tweede reis naar Tibet
Twee jaar later maakte Das opnieuw een reis naar Tibet, ditmaal duidelijk ook in opdracht van de Britten om informatie te verzamelen. De Sengchen-lama was in die periode opgeklommen tot de belangrijkste minister van het kabinet van de pänchen lama. Door zijn contacten werd geregeld dat Das naar Lhasa kon reizen, waar hij een onderhoud had met de dan 6-jarige dertiende dalai lama, Thubten Gyatso. Das kon echter in Tibet niet altijd de discretie opbrengen die voor zijn bezigheden noodzakelijk was. Na twee jaar verblijf in Tibet ontstonden er te veel geruchten dat hij een Britse spion zou zijn. Hij werd daarom gedwongen tot een overhaaste terugkeer naar India. Opnieuw nam hij wel weer een omvangrijke verzameling manuscripten mee.
Het gebrek aan discretie van Das had weer enkele jaren later tragische consequenties voor de Sengchen-lama. Die werd beschuldigd van samenzweren met een buitenlandse macht en als straf veroordeeld tot de dood door verdrinking.
Ook andere Tibetanen waar Das vriendschappelijk mee was omgegaan tijdens zijn verblijf werden geëxecuteerd, of gevangengezet en gemarteld.

## Reputatie als expert
Das zelf verwierf de reputatie van een van de leidende Britse experts op het gebied van Tibet. Hij ontving een aantal Britse onderscheidingen, waaronder die van de Royal Geographical Society.
Onder de manuscripten die Das tijdens zijn periodes van verblijf in Tibet verzamelde was onder meer de Tibetaanse biografie van Lobsang Pälden Yeshe. Die vertaalde hij in het Engels. Die vertaling is de oorzaak geweest van het beeld dat zich bij veel in Tibet geïnteresseerde Britten ontwikkelde over de relatie tussen de zesde pänchen lama en George Bogle. Latere tibetologen oordeelden dat de vertaling van Das her en der geromantiseerd was.
Ook Das zelf werd geromantiseerd. Zo nam Rudyard Kipling Das als model voor de Bengaalse agent Hurree Chunder Mookerjee (The Babu) in zijn roman Kim die in 1901 verscheen. Voor generaties Britse schoolkinderen was dit naast Het jungleboek het boek over India.

## Literaire productie
Das zelf heeft een relatief uitgebreide literaire productie over Tibet nagelaten. Ook hedendaagse tibetologen citeren nog vaak uit met name zijn werk Journey to Lhasa and Central Tibet als het gaat om een beschrijving van de sociale en politieke omstandigheden in Tibet eind 19e eeuw en met name dan over de situatie van horigen in het land. 
Das was ook de eerste die door zijn vertaling van delen van De Kristallen Spiegel van Filosofische Systemen door Thuken Lobzang Chokyi Nyima (1737-1802) westerse wetenschappers voor het eerst bekend maakte met het bestaan van een eigen Bön-canon.
Das bracht na zijn reizen zijn leven in Darjeeling door. Hij noemde zijn huis Lhasa Villa en ontving verschillende belangrijke gasten, waaronder Charles Alfred Bell en Ekai Kawaguchi.